# Barb ibèric
El barb ibèric (Luciobarbus comizo) és una espècie de peix de riu de la família dels ciprínids i de l'ordre dels cipriniformes.
Els adults poden assolir els 40 cm de longitud. Es troba als rius del sud de la península Ibèrica (Tajo, Guadiana i Guadalquivir). Es troba amenaçat d'extinció per la pèrdua del seu hàbitat natural, la contaminació i la introducció de noves espècies.